# Jean-Baptiste de La Rochefoucauld de Roye

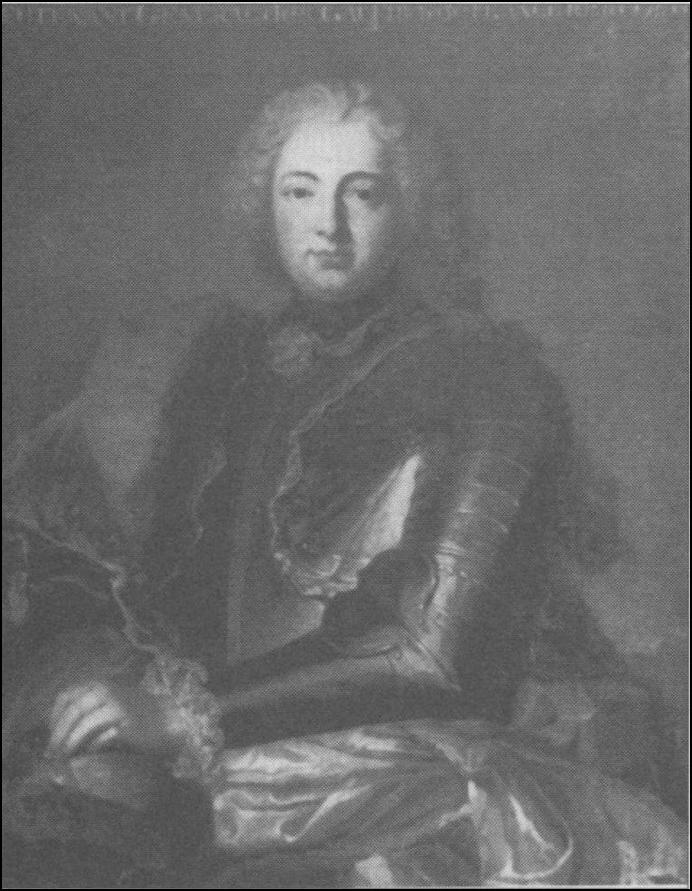
Jean-Baptiste Louis Frédéric de La Rochefoucauld de Roye, duc d’Anville als Admiral.

Jean-Baptiste Louis Frédéric de La Rochefoucauld de Roye, Herzog von Anville (* 17. August 1707; † 28. September 1746 in Chibouctou, dem heutigen Hafen von Halifax), war ein französischer Adeliger und Militär des 18. Jahrhunderts. Er diente in der französische Marine im corps des galères (deutsch: Korps der Galeeren), bevor er in das corps des vaisseaux (deutsch: Korps der (Linien-)Schiffe) wechselte. Er nahm am Österreichischen Erbfolgekrieg teil und leitete eine letztlich gescheiterte Expedition zur Wiedererlangung von Akadien und Louisbourg, bei der er ums Leben kam. Seit 1745 war sein Dienstgrad Lieutenant-général des armées navales (Vizeadmiral).

## Biografie

### Herkunft und Familie
Jean-Baptiste Louis Frédéric de La Rochefoucauld de Roye wurde in das berühmte Adelsgeschlecht der Rochefoucauld aus der Charente geboren, dessen Ursprung bis ins zehnte Jahrhundert zurückreicht. Er war der Sohn von Louis de La Rochefoucauld, Marquis de Roye, einem Cousin des Herzogs von La Rochefoucauld, und Marthe Ducasse, der einzigen Tochter von Jean Baptiste du Casse, der 1697 erfolgreich die spanische Stadt Cartagena angegriffen hatte.
1732 heiratete er Marie Louise Nicole de La Rochefoucauld (Paris, 22. September 1716 – Paris, 31. Mai 1797), die Tochter von Alexandre de La Rochefoucauld, 5. Herzog von La Rochefoucauld, Herzog von La Goche-Guyon, und Elisabeth de Toiras. Da dieser keinen Sohn hatte, bat der 5. Herzog von La Rochefoucauld den König und den Papst um die Erlaubnis, seine Titel – darunter auch der des Herzogs von Anville – an seine Tochter vererben zu dürfen, sofern sie einen anderen La Rochefoucauld heiratete. Jean-Baptiste de La Rochefoucauld de Roye wurde daraufhin am 15. Februar 1732, wenige Tage vor seiner Hochzeit, zum Herzog von Anville erhoben.

### Militärkarriere
1720 wurde er mit dem Fortbestand der bereits von seinem Vater ausgeübten Ämter ausgestattet und scheint kaum zur See gefahren zu sein, obwohl er 1734 an Bord einer Galeere nachgewiesen wurde. Er wurde in das corps des vaisseaux versetzt und im Januar 1745 zum Generalleutnant befördert, als der Krieg zwischen Frankreich und Großbritannien wieder aufflammte.
Ludwig XV. und sein Secrétaire d’État à la Marine Maurepas beschlossen zu dieser Zeit, ein umfangreiches Geschwader zu entsenden, 55 (oder 60) Schiffe mit 3500 Mann Besatzung, begleitet von zehn Linienschiffen, drei Fregatten und drei Bombarden, um Louisbourg in Kanada zurückzuerobern. 
Die Festung, die den Seezugang nach Kanada auf der Kap-Breton-Insel überwachte, war im Jahr davor fast kampflos von den Briten eingenommen worden. Der von 1500 aufständischen Männern schlecht verteidigte Ort war von einer improvisierten Landung von 4000 Mann überrascht worden, die von Neuengland aus ausgesandt worden waren. Dies war eine schwere Niederlage, die den Briten den Zugang zum Sankt-Lorenz-Strom öffnete.
Die Leitung der Expedition wurde d’Anville anvertraut.
Der ehrgeizige Plan sah auch vor, Port Royal, die damalige Hauptstadt von Akadien, zurückzuerobern und weiterhin danach auch die Stadt Boston anzugreifen. Doch die Ausrüstung des Geschwaders verzögerte sich und letztlich konnte der Verband erst am 22. Juni ablegen. Auch die Atlantiküberquerung dauerte länger als geplant und so erreichte die Expedition erst am 12. September 1746 die amerikanische Ostküste. Die Verspätung war größtenteils den langsameren Transportschiffen zuzuschreiben. Weiterhin sorgte auch ein schwerer Sturm für Verzögerungen und mehrere Schiffe wurden so schwer beschädigt, dass sie nach Frankreich zurückkehren mussten. Die Expedition endete schließlich in einer gesundheitlichen Katastrophe. Erst brach Skorbut aus, dann eine Toxikose, die auf die schlechte Qualität der Lebensmittel zurückzuführen war. 800 Soldaten und 1500 Matrosen starben innerhalb weniger Tage. Der Hälfte der Expedition des Herzogs von Anville gelang es jedoch, die Bucht von Chibouctou (dem heutigen Hafen von Halifax) zu erreichen, wo die Akadier die Soldaten und Seeleute versorgten.
D’Anville wurde von einem Schlaganfall heimgesucht und brach auf dem Achterdeck seines Schiffes, der Northumberland, zusammen. Er wurde durch d’Estourmelles ersetzt, der ebenfalls erkrankte und sich dann schwer verletzte. Er musste seinen Platz an La Jonquière abtreten, der mit vier Schiffen und den Überresten des Konvois einen letzten Eroberungsversuch gegen die Stadt Port Royal unternehmen wollte. Doch ein weiterer Sturm durchkreuzte diese Pläne, während die Epidemie weiter wütete. Erneut starben hunderte Männer nach ihrer Ankunft in Chibouctou. Somit musste sich La Jonquière für die Rückkehr entscheiden. Die Schiffe, die zu schwimmenden Krankenhäusern degradiert worden waren, kehrten in verstreuter Reihenfolge zurück. Das Geschwader wurde durch die Epidemie besiegt, ohne auch nur auf einen Feind getroffen zu sein. Louisbourg blieb bis zum Ende des Krieges in britischer Hand.
D’Anville wurde auf der Île Georges in der Bucht von Chibouctou beigesetzt. Seine sterblichen Überreste wurden 1748 nach Louisbourg überführt.

## D’Anvilles Frau, eine berühmte Salonnière
Nach d’Anvilles Tod setzte seine Frau Marie Louise Nicole de La Rochefoucauld, bekannt als die Herzogin von Anville, den Ausbau des Schlosses La Roche-Guyon fort, insbesondere der Bibliothek.
Sie unterhielt dort einen Salon, der bei den Intellektuellen der Zeit einen guten Ruf genoss, und führte mit vielen von ihnen Korrespondenzen.

## Galerie

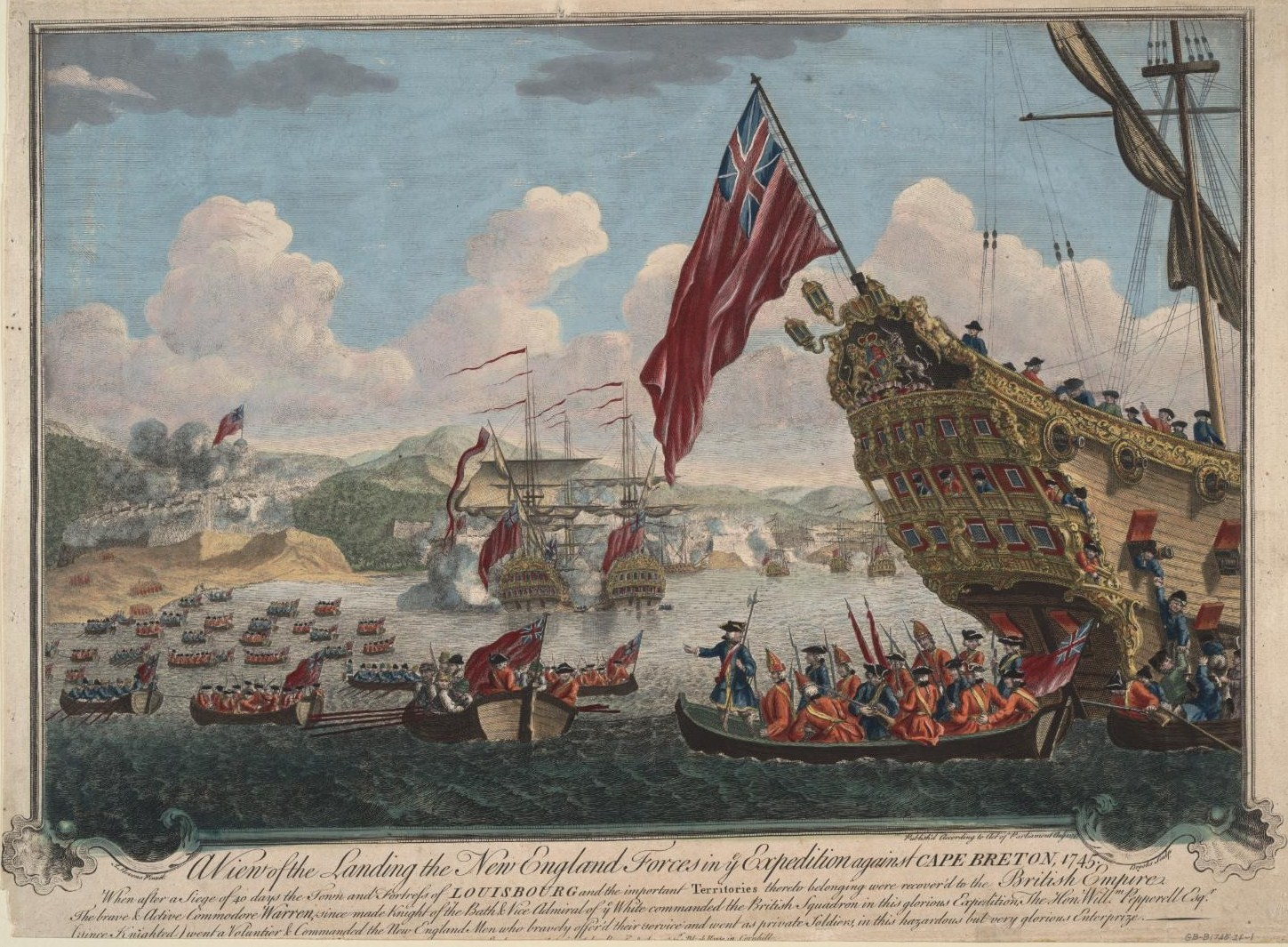
Blick auf die Landung auf der Kap-Breton-Insel im Jahr 1745. Der Angriff auf Louisbourg erfolgte von Neuengland aus.
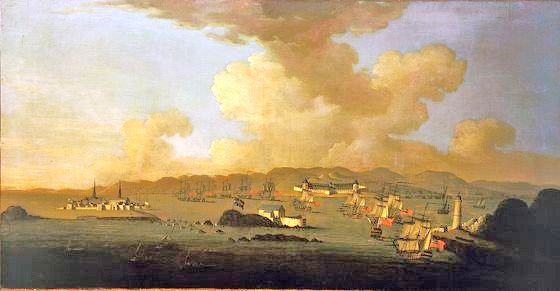
Belagerung von Louisbourg. Die Festung, die von einer aufständischen Garnison schlecht verteidigt wurde, fiel schnell.
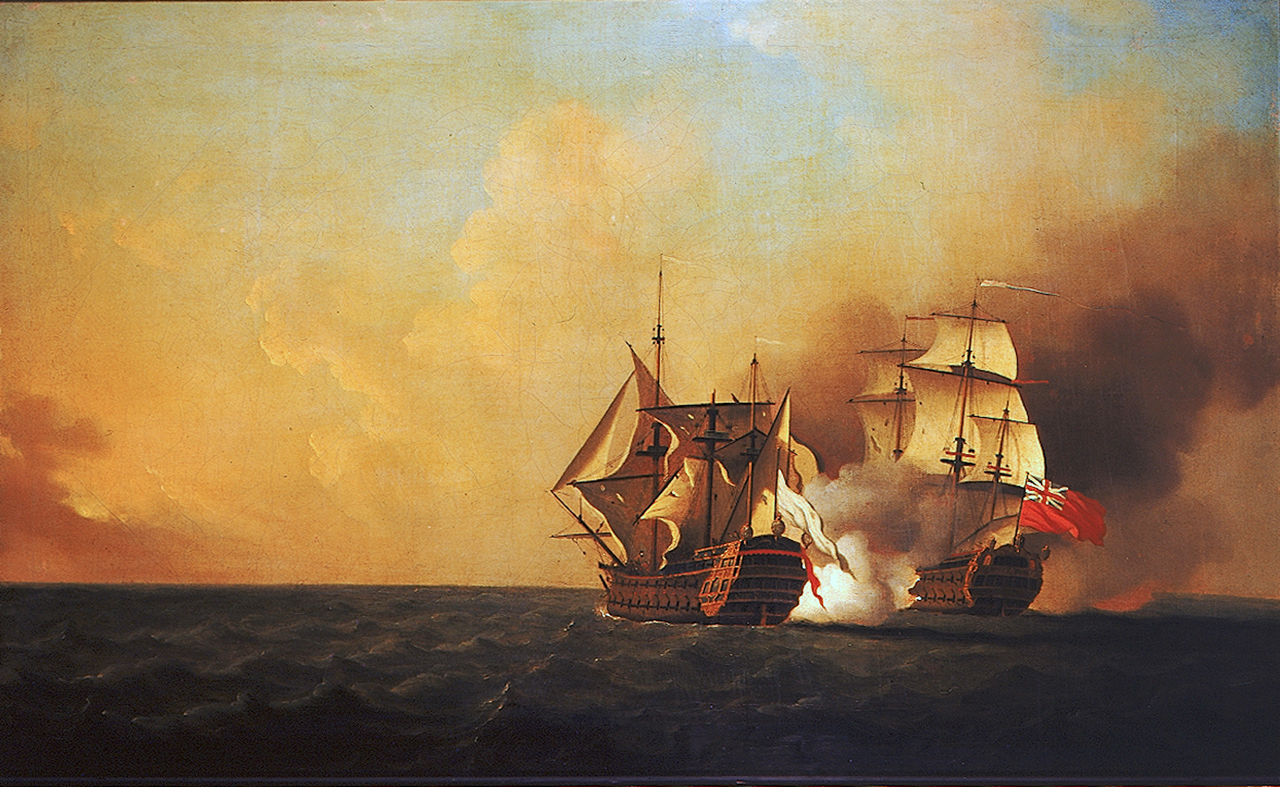
Die von der Royal Navy bei der Rückkehr nach Frankreich gekaperte Mars.
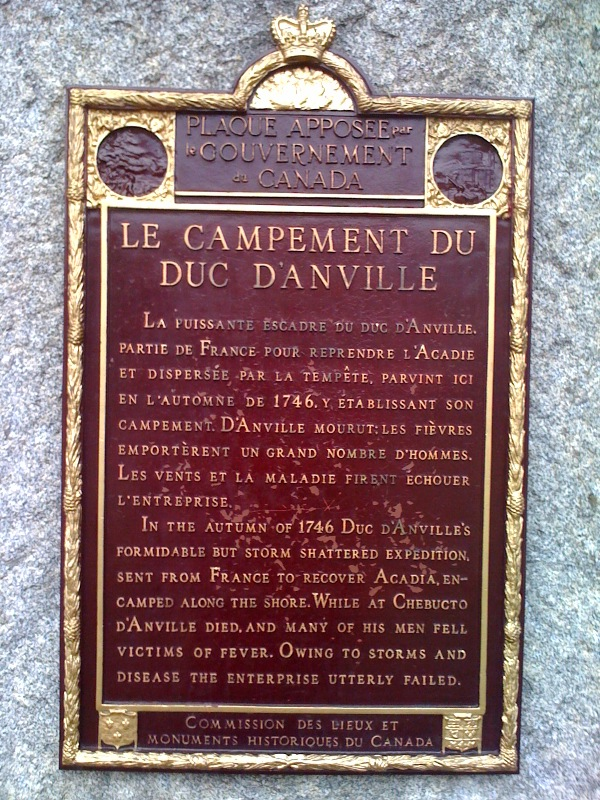
Gedenktafel zu Ehren der Expedition des Herzogs von Anville in Halifax, Nova Scotia.

## Heirat und Nachkommenschaft
Aus seiner Ehe hatte der d’Anville drei Töchter und einen Sohn:
- eine Tochter (* 1738);
- Elisabeth Louise de La Rochefoucauld (Paris, 17. Juni 1740 - Paris, 12. Dezember 1786), verheiratet 1757 mit Louis Antoine Auguste de Rohan-Chabot, sechster Herzog von Rohan (1733–1807), dessen Nachkommen;
- Louis-Alexandre de La Rochefoucauld d’Anville (Paris, 11. Juli 1743 - Opfer des Septembermassakers am 4. September 1792), der 1746 nach dem Tod seines Vaters den Titel des Herzogs von Anville und 1762 nach dem Tod seines Großvaters mütterlicherseits, eines Feldmarschalls und Abgeordneten der Generalstände von 1789, die Titel des Herzogs von La Rochefoucauld und des Herzogs von La Roche-Guyon erhielt. Er war zweimal verheiratet und starb ohne Nachkommen;
- Adélaide Émilie de La Rochefoucauld (4. Oktober 1745 – 7. April 1765), unverheiratet.[6]